# Чорна акула (фільм)
«Чорна аку́ла» — російський гостросюжетний пригодницький фільм 1993 року. Головний герой фільму — Ка-50, бойовий вертоліт Радянської Армії.

## Сюжет
Англомовна журналістка міс Кетрін Нельсон на мікроавтобусі Інтурист у супроводі старших офіцерів Радянської Армії спостерігає показові виступи спецназу ГРУ у зимових умовах та захоплюється командиром майором Гусаровим. Одночасно їй вдається показати непогані навички стрілянини з автомата Калашникова. Далі показано сцену освячення зброї у храмі РПЦ, де Нельсон дарує Гусарову на згадку амулет у вигляді кулі. Тим часом у районі «золотого півмісяця» неподалік Кушки відбувається напад на колону солдатів Радянської Армії (згодом нападниками виявляються люди Карахана).
У наступному сюжеті двоє чоловіків (Гаррі та представник якоїсь «фірми») дивляться на моніторі JVC сюжет про вертоліт Ка-50, який називають «Ошуканцем» та «Оборотнем» («Вервольф»). «Ми недооцінюємо росіян», каже Гаррі. На «високогірному випробувальному полігоні» в Середній Азії генеральний конструктор повідомляє льотчику-випробувачу рішення про намір випробувати вертоліт у бою. Вертоліт «без розпізнавальних знаків» бере участь в операціях спецназу (операцією курує полковник ГРУ Аскеров) зі знищення «караванів з наркотиками» та підпільного заводу з їхнього виробництва. Кетрін Нельсон заради гарячого репортажу хоче вирушити до Афганістану, але рейнджер Грегорі Грін, що п'є з нею кави, відповідає відмовою. Тоді вона повідомляє, що їде до Карахана. Грегорі Грін та його група «Іскандер» діє проти Карахана, тому що героїн («біла смерть», «щоб страчувати невірних») починає поширюватися і в США.
Хмари над місцевим магнатом Караханом густішають. Один із місцевих старійшин Надір-Ходжа проклинає його підручного Керіма і заявляє, що «в джихаді немає місця силам пекла» та «Аллах спопелить ваше жахливе гніздо». Після цього Ка-50 радіомаяком знищує дім з наркоторговцями. Майор Грін на мікроавтобусі Toyota приїжджає в гості до Карахана, але його цікавить таємний завод із виробництва наркотиків. Група Гусарова має схожу місію. У районі заводу опиняється журналістка Нельсон зі своєю камерою. Гусаров наводить Ка-50 на завод, але отримує поранення від моджахедів. Йому допомагає журналістка Нельсон і рейнджер Грін, у якого загін вступив у перестрілку з людьми Карахана. Карахан полетів на гвинтокрилі Мі-24, але його наздоганяє всюдисущий Ка-50.

## Ролі
- Валерій Востротін (Герой Радянського Союзу, генерал-майор) — майор Гусаров
- Кері Скофілд (англійська журналістка) — журналістка Кетрін Нельсон
- Юрій Цурило — Карахан
- Володимир Квачков — командир бригади СПН ГРУ
- Володимир Мащенко — шеф ЦРУ
- Василь Міщенко
- Сергій Чекан
- Олег Мартьянов — майор Грегорі Грін, рейнджер
- Раміс Ібрагімов — Ібрагім
- Дмитро Автухов — пілот «Чорної акули»
- Сергій Міхєєв — Генеральний конструктор (озвучує Вадим Захарченко)
- Валерій Погребенков — Гаррі
- В'ячеслав Теплов — епізод
- Олександр Бєлов — начальник розвідки, капітан Расторгуєв (людина в бандані, камуфляжі та з бородою)

## Знімальна група
- Автор сценарію та продюсер: Сергій Птічкін
- Режисер-постановник: Віталій Лукін
- Оператори-постановники: Володимир Архангельський, Ауреліус Яціневичюс
- Оператор повітряних зйомок: Олег Никифоров
- Композитори: Кирило Волков, Володимир Пожидаєв

## Зйомки та залучені ресурси
Під час підготовки до зйомок британська військова журналістка Кері Скофілд (Carey Schofield) наприкінці 80-х приїжджала до 387-го окремого парашутно-десантного полку. У розташуванні полку десантники влаштували закордонній гості показові виступи, з ними ж вона їздила до альпіністського табору, збирала десантні жарти та історії.
Зйомки проходили в період розпаду Радянського Союзу в 15-й бригаді спецназу, (тоді ще не увійшла до складу Збройних сил Узбекистану і практично повністю укомплектована росіянами, українцями та молдаванами). Дозвіл на зйомки фільму давав особисто Міністр оборони Республіки Узбекистан генерал-полковник Рустам Ахмедов, який надалі постійно тримав знімальний процес під особистим контролем.
Ресурсів та боєприпасів для фільму не шкодували. Деякі епізоди знімали з бойовою стріляниною, використовували бойові вибухові речовини замість піротехніки, яка зазвичай використовується для кінозйомок. Більшість трюків виконували задіяні у зйомках бійці підрозділів спеціального призначення.
Озвучували стрічку вже інші актори, бо головні герої поїхали воювати.
У зйомках в Узбекистані окрім 15-ї бригади спецназу брали участь дислоковані в Чирчику 467-й окремий навчальний полк спецназу (раніше готував рядовий склад для війни в Афганістані), 399-й вертолітний полк, а також бронетехніка від Ташкентського вищого загальновійськового командного училища.
Сценарій змінювався на ходу з урахуванням досвіду бойових дій. Початковий сценарій зберігся менш ніж наполовину.
Режисер фільму Віталій Лукін:

Вперше гелікоптерне об'єднання «Камов» замовило ігрову картину про себе, вперше «героїню» грає сама «Чорна акула» (так прозвали американці наш бойовий атакуючий супервертоліт Ка-50), вперше в ігровій картині грає професійний військовий такого рангу як Герой Радянського Союзу, генерал-майор Валерій Востротін, а американську кореспондентку — американська журналістка Кароліна Скофілд. І, взагалі, якщо американці мають «Блакитний грім», то чому б нам не мати «Чорну акулу»?
Пілотував Ка-50 Дмитро Автухов — той же, хто вперше демонстрував цю машину світу в Ле-Буржі в 1993.
У зйомках також брав участь Володимир Квачков як консультант і як виконавець епізодичної ролі. Також у титрах вказані О. В. Мусієнко (полковник спецназу ГРУ) та О. Чубаров (генерал-майор ГРУ у відставці) — офіцери 15-ї бригади.
У ролі інструктора з рукопашного бою капітана Расторгуєва знявся творець слов'яно-горицької боротьби Бєлов Олександр Костянтинович (Селідор), який показує кілька прийомів цього різновиду рукопашного бою у фільмі.